# Кириченко Ірина Вікторівна
Ірина Вікторівна Кириче́нко (нар. 25 липня 1946, Київ) — українська художниця монументально-декоративного мистецтва; член Спілки радянських художників України з 1983 року. Дружина художника Романа Кириченка, мати художника Михайла Кириченка.

## Біографія
Народилася 25 липня 1946 року в місті Києві. 1969 року закінчила Київський художній інститут, де навчалася зокрема у Карпа Трохименка, Олександра Сиротенка, Сергія Подерв'янського.
Живе і працює в Києві. Мешкає в будинку на вулиці Госпітальній, № 2, квартира № 100. 1981 року нагороджена медаллю «За трудову доблесть».

## Творчість
Працює у галузі монументально-декоративного мистецтва. У співавторстві з чоловіком і сином створює гобелени, мозаїчні панно та ікони. Серед робіт:
гобелени
- «Дитячий» (1972);
- «Коник» (1980, вовна, ручне ткацтво);
- «Ранок на озері» (1983);
- «Студент» (1985);
- «Богдан Хмельницький» (початок 1990-х);

мозаїчні панно
- «Геній Миколи Гоголя» (1973; Миргород);
- «Давид Ґурамішвілі» (1975; Миргород);

мозаїчні ікони
- «Богоматір із немовлям» (2001, смальта);
- «Нев'янучий цвіт» (2005);
- «Призри на смирення» (2006, смальта, натуральний камінь).

Співавторка серії ікон для церкви у селі Томашівці (2000–2006) та каплиці у селі Хотянівці (2011).